# Europäisches Erhaltungszuchtprogramm
Die Europäischen Erhaltungszuchtprogramme (EAZA Ex-situ Programme, EEP) sind ein zooübergreifendes Projekt zur gezielten und koordinierten Zucht von in Zoos gehaltenen Tierarten.

## Beschreibung
Das ursprüngliche Ziel des Projektes war, diese Tierarten auch ohne weiteren Erwerb von Wildfängen dauerhaft mit ausreichender genetischer Diversität in den Zoos zu erhalten. Seit den 1990er Jahren verschiebt sich der Schwerpunkt mehr und mehr zur Erhaltung vom Aussterben bedrohter Arten aus Artenschutz-Gründen.
Die EEP sind eine der Hauptaktivitäten des europäischen Zooverbands EAZA. Die ersten Projekte wurden 1985 gestartet. Den Erhaltungszuchtprogrammen können sich neben Tiergärten in Einzelfällen und unter bestimmten Bedingungen auch Privatpersonen und andere Institutionen wie Universitäten oder Nationalparks anschließen.
Im Rahmen der EEP wird jede Tierart von einem Zoo betreut: Der lokale Koordinator führt das Zuchtbuch der Population. Er gibt Empfehlungen zur Verpaarung einzelner Tiere, um einen optimalen Genpool aufrechtzuerhalten, und bestimmt auch, welche Tiere wegen Inzuchtgefahr nicht zusammengeführt werden dürfen. Er kann auch neue Gruppen zusammenstellen und den Austausch zwischen den beteiligten Züchtern organisieren. Die EEP-Koordinatoren treffen sich jährlich bei der EAZA-Jahrestagung, geben dort Reports und erhalten fachliche Ratschläge. EEP werden von den Taxon Advisory Groups (Spezialisten für eine Tiergruppe) der EAZA vorgeschlagen, vom EEP-Komitee bestätigt und überwacht. 
Im besten Fall führt ein EEP dazu, dass in den Zoos eine gesunde, sich selbst erhaltende Population besteht und zusätzlich Tiere wieder ausgewildert werden können, um die wild lebenden Populationen zu unterstützen oder neu aufzubauen.
Als weniger intensive Variante eines EEP werden die Europäischen Zuchtbuchprogramme (ESB) der EAZA unterschieden.
Im Oktober 2024 gibt es für über 400 Tierarten ein EEP oder ESB. Vertreten sind dabei in erster Linie Wirbeltiere (davon wiederum größtenteils Säugetiere, Vögel und Reptilien) sowie einige wenige Wirbellose.

## Erhaltungszucht und Veterinärmedizin
Besondere Bedeutung kommt bei der Haltung bedrohter Tiere dem Seuchenschutz zu. Wenn nur noch wenige Exemplare einer Art oder einer Rasse erhalten sind, kann eine Krankheit den Bestand völlig vernichten. Auch eine Schwächung des Gesamtbestandes kann dazu führen, dass mit den verbleibenden Tieren unter Umständen keine erfolgreiche Zucht mehr aufrechterhalten werden kann. Es ist deshalb notwendig, die Exemplare bedrohter Arten möglichst weit zu streuen und an andere Tierparks weiterzugeben. Durch moderne Transportmöglichkeiten und künstliche Befruchtung kann das Zuchtprogramm aufrechterhalten werden. Auch die Abgabe von Exemplaren an Privatpersonen kann unter Umständen eine wertvolle Hilfe darstellen und wird insbesondere bei aussterbenden Haustierrassen durchgeführt, die unter gewöhnlichen landwirtschaftlichen Bedingungen gut zu halten sind.